# Tidslinje för presidentvalet i Chile 1970
Tidslinje för Presidentvalet i Chile 1970.

## 1970
- 4 september: Salvador Allende vinner presidentvalet med ungefär 36,3 %. Utan 50 % överlåts beslutet till Chiles parlament.
- 15 september: Richard Nixon initierar Spår II.
- 15 oktober: Möte mellan Henry Kissinger, Thomas Karamessines och Alexander Haig.
- 19 oktober: Camilo Valenzuelas grupp försöker kidnappa René Schneider.
- 20 oktober: Valenzuelas grupp gör ett nytt misslyckat kidnappningsförsök.
- 22 oktober: CIA överlämnar tre automatvapen till Valenzuelas grupp.
- 22 oktober: René Schneider blir skjuten vid ett kidnappningsförsök utfört av Roberto Viaux grupp.
- 24 oktober: Chiles kongress godkänner Allende som president med siffrorna 153-35.
- 25 oktober: René Schneider avlider på sjukhus av sina skottskador.
- 26 oktober: President Eduardo Frei utser Carlos Prats till ny överbefälhavare efter René Schneider.
- 3 november: Salvador Allende installeras som president.
- november: CIA ger 35 000 dollar till en representant för Viaux grupp.

## 1973
- 11 september: Salvador Allende störtas i en militärkupp.

## 2001
- 10 september: René Schneiders familj inleder en rättsprocess mot Henry Kissinger.